# Outeiro de Rei
Outeiro de Rei település Spanyolországban, Lugo tartományban. Outeiro de Rei Lugo, Friol, Begonte, Rábade, Cospeito és Castro de Rei községekkel határos. Lakosainak száma 5358 fő (2024).

## Népesség
A település népessége az elmúlt években az alábbi módon változott:
| Lakosok száma | 4320 | 4528 | 4979 | 4852 | 5046 | 5083 | 5063 | 5151 | 5296 | 5358 |
|               | 2001 | 2004 | 2007 | 2009 | 2012 | 2014 | 2017 | 2019 | 2022 | 2024 |